# Gewoon struisgras
Gewoon struisgras (Agrostis capillaris, synoniem: Agrostis tenuis) is een vaste plant uit de grassenfamilie (Poaceae). Tijdens droogte blijft gewoon struisgras lang groen. Daarnaast is het een van de belangrijkste grassoorten voor gazons en is het zeer goed geschikt voor de greens van golfvelden.

## Determinatie
De plant wordt 10–70 cm hoog, vormt een dichte zode en vormt soms korte bovengrondse uitlopers. De plant heeft lange ondergrondse uitlopers. De gladde stengels kunnen aan de onderste knopen wortels vormen.
Gewoon struisgras bloeit begin tot half juni.
De bladeren zijn lichtgroen, fijngepunt en onbehaard; de lengte is maximaal 15 cm en de breedte 5 mm. Vaak zijn de bladeren een beetje opgerold. Het tongetje (ligula) is ringvormig en maximaal 2 mm lang.
De plant bloeit met een 5–15 cm lange pluim. De bruine pluimen van aren vallen in weiden vaak op. De aartjes zijn eenbloemig en 2–4 mm lang. Eerst zijn ze groen, maar na verloop van tijd worden ze purperachtig bruin. De aartjes zijn allemaal gelijk. Het lemma (schutblad) is ongenaald of met een korte naald nabij de top.
De vrucht is een graanvrucht.

## Ecologie
In het wild groeit gewoon struisgras niet alleen op vochtige plekken, maar ook in weilanden, in wegbermen en in het bos. Ook komt het voor op ietwat zure gronden van heide en veengebieden.

### Syntaxonomie
Gewoon struisgras bereikt haar optimum in de naar haar vernoemde struisgras-orde.
Gewoon struisgras is een indicatorsoort voor struisgrasvegetaties (ha), een karteringseenheid in de Biologische Waarderingskaart (BWK) van Vlaanderen en het Brussels Hoofdstedelijk Gewest.

## Gazon
Gewoon struisgras kan zeer goed tegen kort maaien, vormt een zeer dichte zode en heeft een groot herstellingsvermogen. De plant kan echter slecht tegen betreden. Is hierdoor zeer geschikt voor siergazons en greens, maar ongeschikt voor speelgazons.

## Ziekten
Ronde-plekkenziekte (Gaeumannomyces graminis var. avenae) is een schimmelziekte die vooral kan optreden in nieuw aangelegde gazons op zandgronden met een hoge zuurgraad.
Voetrot (Fusarium culmorum) veroorzaakt in de zomer tijdens droogte lichtbruine plekken in het gazon. Voetrot en sneeuwschimmel (Gerlachia nivalis) zijn vooral in de herfst en winter actief en vormt een wit, slijmerig schimmelpluis.

## Fotogalerij

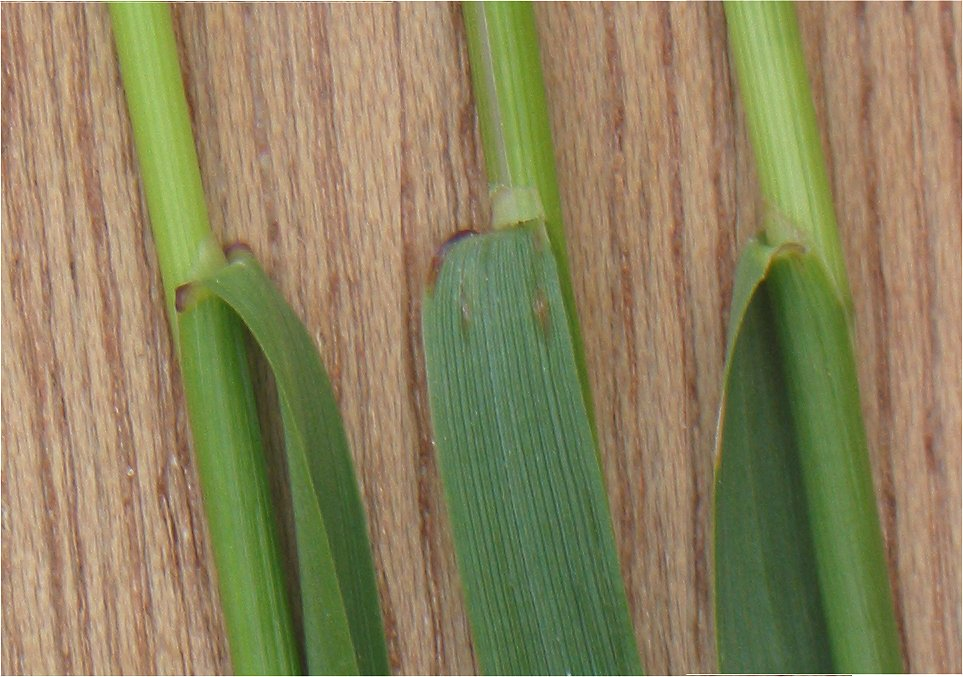
tongetje
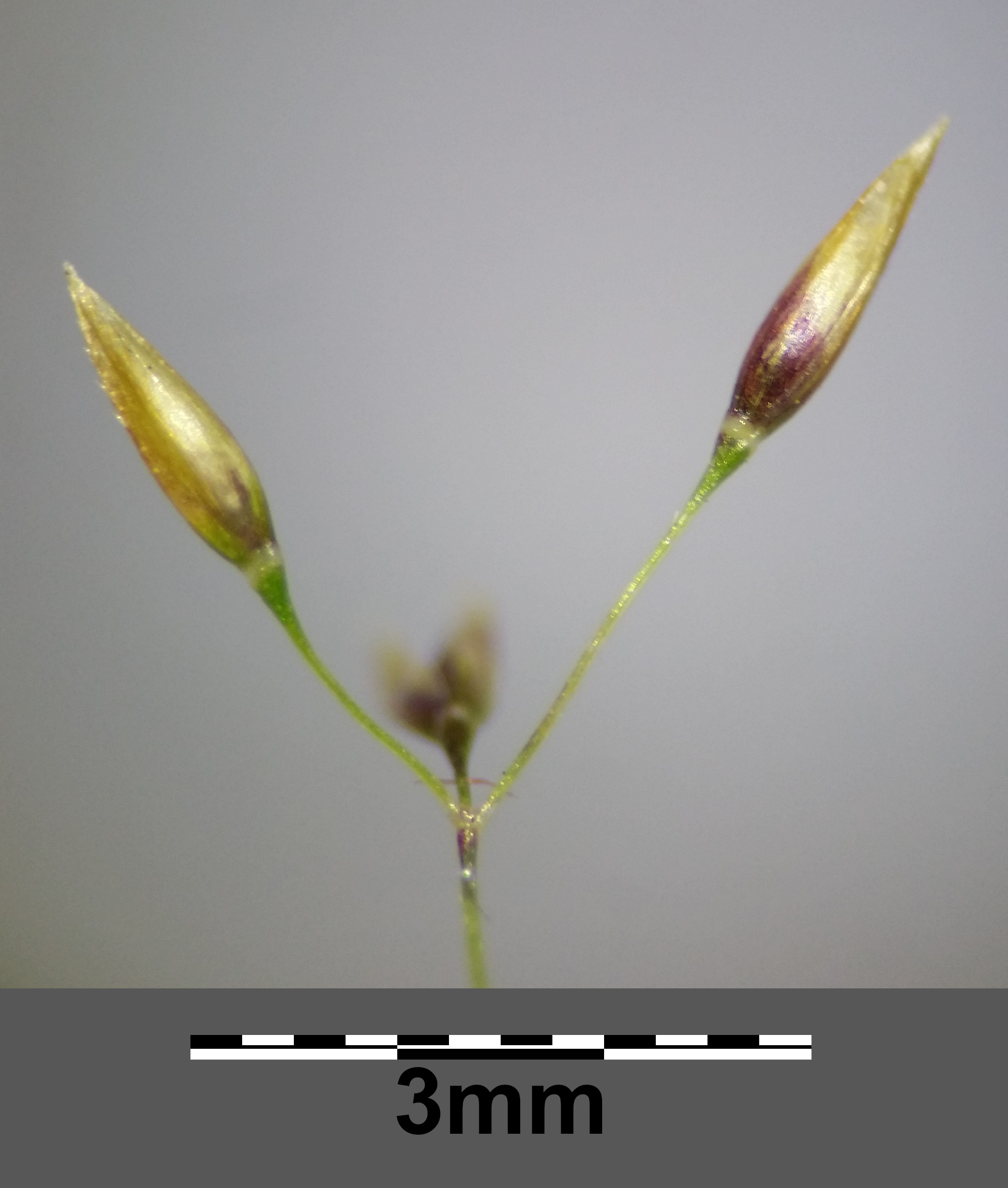
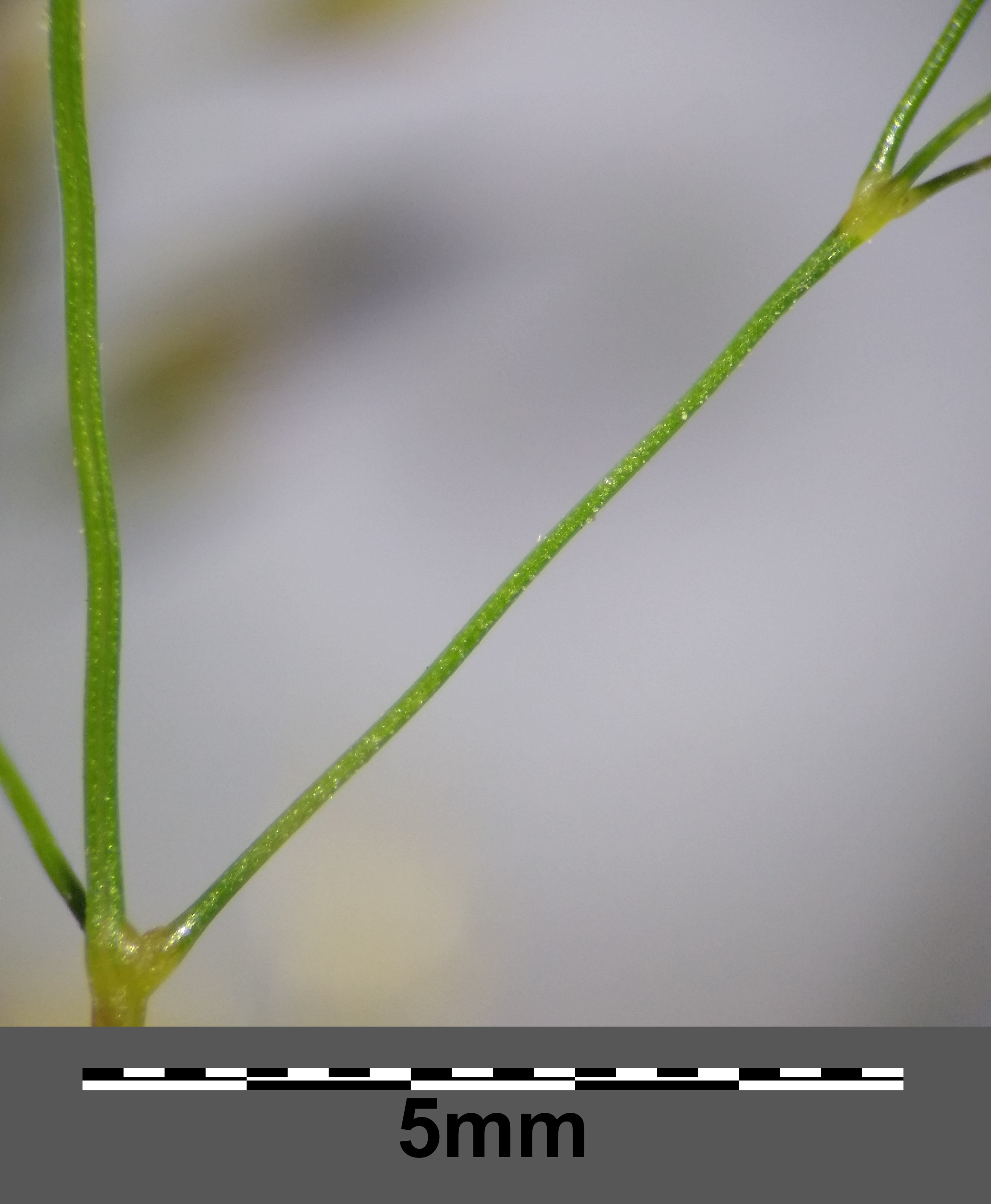